# Zulip
Zulip é um software colaborativo e de bate-papo de código aberto criado por Jeff Arnold, Waseem Daher, Jessica McKellar e Tim Abbott em 2012. Hoje, é uma das alternativas gratuitas e de código aberto ao Slack,  com mais de 40.000 commits contribuídos por 660 pessoas.

## Visão geral
No Zulip a comunicação ocorre em streams (que são como canais no IRC). Cada stream pode ter vários tópicos – o Zulip possui um modelo de threading exclusivo, em que cada mensagem também possui um tópico, junto com o conteúdo. Zulip afirma que isso melhora a produtividade, “tornando mais fácil recuperar o atraso após um dia de reuniões”. Além disso, o Zulip oferece recursos padrão encontrados em aplicativos de colaboração, como reações a mensagens, histórico de pesquisa de mensagens, enquetes, mensagens privadas, mensagens em grupo, etc. Os fluxos do Zulip podem ser privados ou públicos – apenas pessoas convidadas para um fluxo privado podem visualizar as mensagens nele, enquanto qualquer pessoa dentro de uma organização pode ingressar em uma transmissão pública. As mensagens no Zulip podem ser enviadas em texto simples ou formatadas usando markdown, junto com imagens, links e anexos de arquivos. O Zulip também oferece suporte para integrações nativas com centenas de serviços, o que pode ampliar sua funcionalidade.

## Aplicativos clientes oficiais
Além da interface web, o Zulip oferece suporte oficial a outros clientes, todos de código aberto:
- Aplicativos móveis para iOS e Android.
- Um cliente de desktop para Windows, OSX e Linux.
- Um cliente terminal de Linux, OSX e Windows (WSL).